# ياك حنا جيران (مسلسل)
ياك حنا جيران هي سلسلة كوميدية مغربية عُرضت سنة 2010، من إخراج إدريس الروخ، وإنتاج نبيل عيوش. عرضت في شهر رمضان على القناة الثانية المغربية وقدد حققت نسب مشاهدات عالية حسب ماروك متري. مما جعلها تعود لموسمين أخرين بعناوين مختلفة حيث جاء الجزء الثاني بعنوان ديما جيران والجزء الثالث كان بعنوان كلنا جيران.

## القصة
تدور أحداث المسلسل بمدينة الجديدة وبالضبط داخل عمارة سكنية تتقاسمها أربع عائلات ويرصد المسلسل يوميات مهاجرين بعد عودتهما إلى عمارتهما ليجدا نفسهيما أمام ضرورة التعايش مع جيرانهم الجدد.

## الممثلين
- محمد البسطاوي - عبد الله
- محمد مجد - بوشعيب
- منى فتو - غيثة
- زهيرة صادق - خدوج
- سعيد باي - صلاح
- زينب السمايكي - رقية
- دنيا بوتازوت - سعاد
- مجدولين الادريسي -
- نبيلة مرحبن - ميمي
- محمد خيي - مجيد
- بديعة الصنهاجي -
- عبد القادر السيكتور - لخضر
- حسين الإمام -
- ياسمين رحمي -
- حسن عليوي - أسامة
- عبد الله شيشا - فؤاد
- حميد نجاح - كمال
- سماح جدني - سارة
- سفيان أبا يحيى - عيسى
- كريم كباوي - علي

## روابط خارجية
- ياك حنا جيران على موقع قاعدة بيانات الأفلام العربية